# 設定 (パチスロ)
パチスロにおける設定（せってい）とは、パチスロ機のボーナス・小役等の確率を（あらかじめプログラムされた範囲内で）変更し、最終的な出玉率（機械割）を上下させることができる機能のこと。
パチンコにおける釘調整と同様の意味を持つ機能である。
近年ではパチンコにおける釘師同様、ホール内のパチスロ機の設定配分を決定する人間のことを設定師（せっていし）と呼ぶようになっており、一部には「カリスマ設定師」と呼ばれる人間も現れている。

## 概要
大当たりの抽選に際しパチンコ玉の物理的な運動を伴うパチンコ機と異なり、パチスロ機の場合は大当たりの抽選に物理的な運動は関与せず、大当たりの抽選は全て内蔵されたコンピュータにおける乱数によって行われる。従ってパチンコ機（デジパチ）であれば、内蔵コンピュータの大当たり確率が固定でも釘調整でスタートチャッカーへの入賞率等を変化させて出玉を上下させることができるのに対し、パチスロ機では内蔵コンピュータの大当たり確率等が完全に固定されていると、店側は出玉を調整する手段がないことになってしまう。このためパチスロ機では当初より大当たり確率等を店側で調整できるようにする機能が不可欠とされ、そのために設定機能がつけられている。ただし例外はあり、『パルサーワン』（山佐）のように設定が1段階しかない（＝出玉率の調整が不可能）という機種も稀に存在する。
各設定のボーナス・小役等の確率は、あらかじめメーカー側でプログラミングされた上で、保安通信協会（保通協）等の「指定試験機関」における検定で最終的な出玉率が一定の基準の範囲内に収まっているかどうかをチェックされ、それをクリアしたものだけがホールへの設置を許可される。従ってパチスロ機の設定は（特に改造等を受けていない限り）全て風俗営業等の規制及び業務の適正化等に関する法律（風適法）の基準に適合していることがあらかじめ確認されていることから、パチンコ機の釘調整と異なり、パチスロ機の設定変更は違法性はない。このため、かつてはイベント等で営業中に設定を変更するサービスを行う店も多かった（現在は営業中の設定変更は「射幸心を煽る行為」であるとして、行政の指導により事実上禁止されている）。
設定の段階数については特に法的な規制はないが、段階数が多すぎると指定試験機関における試験に時間を要すること、一方で段階数が少なすぎると店側の要望に柔軟に対応できなくなることなどから、4号機までの時代は設定は通常6段階（設定1が最低、設定6が最高）とすることが一般的だった。このため最高設定である設定6のことを、パチンコの海物語シリーズにおける6の絵柄であるアンコウになぞらえたりする例も多く見られた。5号機の時代に入り、一時設定の段階数を減らす動きが広がり、アルゼ・山佐・SANKYO・ネットなどを中心に設定を4段階とした機種が多く登場し、設定表記がメーカーごとに異なるケースも出てきていたが（最高設定がアルゼでは「設定H」、山佐・SANKYOでは「設定4」、ネットでは「設定7」になるなど）、2015年以降はほとんどのメーカーが6段階設定に回帰している。
パチスロが6号機の時代に入った2021年以降、「設定L」と呼ばれる特殊設定を持つ機種も一部で登場している。業界関係者によれば、これはあくまで「指定試験機関での検定を通すため」のもので、通常設定に比べ出玉率（機械割）が極端に低く設定されている。そのためメーカー側も「通常営業では使用しない」よう推奨しているほか、多くの「設定L」搭載機種は筐体の点灯状態など外見で「設定L」状態であることを判別できるようになっているが、実際には「設定L」を用いた営業を行う店舗が少なくないという。
設定は店の経営にも関わる重要事項であるほか、いわゆるゴト防止の意味もあり、設定変更は通常の鍵（メダル補給時などに使用するもの）とは異なる設定変更時専用の鍵を用いて行うようになっていることが多い。また、変更作業は前述の設定師や店長クラスの人間によって行われ、その内容は一般の店員にも知らされないのが普通である。実際に過去には、特定の客に高設定台の場所を教えて店に損害を与えたとして、パチンコホールのマネージャーが会社法違反（特別背任罪）の容疑で逮捕されたという事例もある。
なお設定変更を行うと台の状態がリセットされるため、一部の機種では設定変更直後にボーナスを放出しやすくなったりするものがあり、これをリセットモーニング（リセモ、RMと略すことも）と称する（詳細はモーニング (パチスロ)を参照）。

### パチンコ
パチンコ機では長らく設定機能の搭載は見送られてきたが、内規の変更により搭載が可能となり、2018年8月より設置された「Pフィーバー革命機ヴァルヴレイヴ」にて初めて設定機能が搭載されて以降、パチンコ機でも設定の機能を付加した機種が登場しており（非搭載の機種もある）、設定の機能が搭載されている機種では大当り確率を変えることが可能となっている。

## 設定判別
上記のように、パチスロ機の設定はパチンコの釘同様に最終的な出玉に大きな影響を与えるが、パチンコでは釘の状態を目視でチェックし調整の状態を確認することが可能なのに対し、パチスロの場合は通常外部から目視で設定の状態を確認する手段がない。このため、パチスロにおいては通常の遊技の状況から台の設定を推測することがプレイヤーにとって重要な意味を持ち、これを業界では設定判別（せっていはんべつ）と呼ぶ。

### 1.5号機～3号機
1.5号機時代はボーナスフラグの成立が吸い込み方式であったことから、吸い込みの天井を利用した設定判別方法が存在した。（ニューペガサス等）
2号機に入ると完全確率方式へ移行したために設定判別が出来る機種がほとんど存在せず、3号機時代はほぼすべての機種で裏モノ化が横行し、中にはトライアンフのように設定の数が5000にも及ぶ裏モノ機種が存在した。

### 4号機
4号機時代に突入すると、一部の機種で小役の高確率状態と低確率状態における小役確率の差（減算値）を利用した設定判別方法が登場。クランキーコンドルや花火などにおいて、若者が設定判別を実践した。中にはイプシロンRのように減算値を見極めることで6段階すべての判別ができた機種まで登場する。これら攻略法のほとんどが
- ビックボーナスを引き小役状態がリセットされたこと（プラスマイナス0の状態を作り出すこと）が前提
- クレジットがオフにできることが望ましいこと
- 意図的に小役を外す目押し力が必要だったこと

だったが、試行回数が10回もあれば判別がほとんど可能であり、低設定に投資をしなくて済むという利点から効果は絶大であった。
これに対して店側はクレジットを、オフできない状態にするなど対処をした。
しかし、一部の店舗に出回った裏モノにこの設定判別方法は通用しない。
その後、レッツやスノーキーに見られるような、ビックボーナス中の特定小役の出現率で設定を判別する方法が表れ定着、4.1号機以降でも活用され、5号機時代に入った今でも利用されている。

### 4.1号機
4.1号機は設定6をエクストラ設定とした機種が多く、客からはあっという間に判別できた半面、その出玉性能の高さから店側は設定6を投入したくてもできず、設定6でないことを見切った客は台を離れるため全体の売り上げが落ち、低設定台のみが設置されるという悪循環が起きた。

### 4.5、4.7号機
4.5、4.7号機時代に突入すると、特定の設定でのみ特有の挙動を示す機種が多く、例として『南国育ち』の設定6ではボーナスが単発・2連荘・3連荘を繰り返すことが多い。『回胴黙示録カイジ』の設定6は292ゲーム以内に98%以上の確率でボーナスを放出する点で設定を判別するというパターンもよく見られた。

### 5号機
5号機時代に入り、規定の改正から設定数を自由化することができた。当初、メーカーからは2段階設定や4段階設定の機種が登場したが市場には浸透せず、2020年現在は以前の6段階設定に回帰するメーカーがほとんどである。5号機に入ると通常時の小役出現率やボーナス確率など、メーカーから発表のある確率の中で設定ごとに差のある部分に着目し、その部分の実際の確率をカウンターなどを用いて計算して発表値と比較するという手法を用いることが多く見られた。そのために店側では、小役カウンターの使用を禁止するホールまで登場した。また『赤ドン』のようにボーナス中の液晶画面での演出の割合に設定差があるなど、出玉とは直接関係がない部分に設定差を設ける機種も登場してきた。
最近では携帯電話用のアプリケーションとして、設定判別ツールを提供する会社も複数現れている。